# Свети Георги (Дървеница)
Вижте пояснителната страница за други значения на Свети Георги.
„Свети Георги“ е българска православна църква в Дървеница, квартал на столицата София. Църквата е енорийски храм на югоизточните столични квартали Дървеница, Младост, Мусагеница и Студентски град.

## История
Църквата е гробищен храм, разположен край старите гробища на Дървенишката река. Под стенописното изображение на Свети Христофор на южния прозорец е изписана годината 1888, а върху напрестолната плоча под имената на дарителите от село Дървеница има датировка 1889 година. Вероятно тогава е бил и построен храмът на мястото на по-стар храм или оброчище. Архитект на храма е видният представител на Дебърската художествена школа Георги Новаков Джонгар. В архитектурно отношение църквата е еднокорабен храм с широк наос без куполи и камбанария – от Джонгар има запазени няколко такива обикновени църкви, достъпни за селските жители. Олтарните икони са на майстори от Самоковската иконописна школа. По-късно храмът е изписан.
В 1996 година, под ръководството на отец Димитър Вукадинов, е построен голям притвор на запад с две помещения за параклис и канцелария, както и 20 метра висока камбанария над западния вход на храма.